# Take Me Home
Take Me Home — другий студійний альбом англійсько-ірландського бойз-бенду One Direction, який був випущений у продаж компаніями звукозапису Syco Records та Columbia Records (Sony Music Entertainment) у листопаді 2012 року.

## Передумови
Після тривалих рекламних виступів і гастролей в Північній Америці та Океанії в підтримку свого дебютного альбому, гурт розпочав запис нового альбому у травні 2012 року. Беручи до уваги міжнародний успіх, якого досягнув дебютний альбом гурту «Up All Night», у створенні нового альбому брали участь декілька авторів текстів та продюсерів, що працювали над першим альбомом, такі як: Карл Фалк, Рамі Якоб, Саван Котеча, Ед Ширан, Джейк Гослінг і Том Флетчер. Загалом, це альбом поп-музики, проте з елементами таких музичних напрямів як поп-рок, денс-поп, тін-поп і павер-поп.

## Список композицій
| Take Me Home | Take Me Home               | Take Me Home                                                                    | Take Me Home |
| #            | Назва                      | Автор                                                                           | Тривалість   |
| ------------ | -------------------------- | ------------------------------------------------------------------------------- | ------------ |
| 1.           | «Live While We're Young»   | Рамі Якуб Карл Фальк Саван Котеча                                               | 3:20         |
| 2.           | «Kiss You»                 | Якуб Фальк Котеча Shellback Крістіан Лундін Крістоффер Фогельмарк Альбін Недлер | 3:03         |
| 3.           | «Little Things»            | Ед Ширан Фіона Беван                                                            | 3:39         |
| 4.           | «C'mon, C'mon»             | Джуліан Бунетта Джеймі Скотт Джон Раян                                          | 2:46         |
| 5.           | «Last First Kiss»          | Якуб Фальк Котеча Фогельмарк Недлер Ліам Пейн Луї Томлінсон Зейн Малік          | 3:24         |
| 6.           | «Heart Attack»             | Якуб Фальк Котеча Shellback Лундін                                              | 2:57         |
| 7.           | «Rock Me»                  | Аллан Гріг Сем Холландер Пітер Свенссон Dr. Luke Cirkut                         | 3:21         |
| 8.           | «Change My Mind»           | Якуб Фальк Котеча                                                               | 3:33         |
| 9.           | «I Would»                  | Том Флетчер Денні Джонс Дугі Пойнтер                                            | 3:22         |
| 10.          | «Over Again»               | Ширан Роберт Конлон Александр Гаверс                                            | 3:03         |
| 11.          | «Back for You»             | Якуб Фальк Котеча Фогельмарк Недлер Гаррі Стайлс Найл Горан Пейн Томлінсон      | 3:00         |
| 12.          | «They Don't Know About Us» | Пітер Валлевік Тебей Отто Томмі Грегерсен Томмі Лі Джеймс                       | 3:21         |
| 13.          | «Summer Love»              | Стів Робсон Вейн Гектор Лінді Роббінс Пейн Томлінсон Малік Стайлс Горан         | 3:29         |
| 42:18        |                            |                                                                                 |              |

## Оцінка критиків
В цілому, альбом отримав позитивні відгуки від музичних критиків, одні оцінили композиції, назвавши їх захоплюючими, заразливими та безтурботними, в той час, як інші прийшли до висновку, що альбом занадто подібний до попереднього, і зважаючи на велику кількість треків, що увійшли до нього, над ним працювали поспіхом. Альбом досягнув великого комерційного успіху, очоливши чарти в тридцяти п'яти країнах світу, включаючи Велику Британію, США, Канаду та Австралію. Крім того, у перший тиждень релізу у США було продано 540000 копій «Take Me Home» і більше одного мільйона копій по всьому світу.
Перший сингл «Live While We're Young», реліз якого відбувся 28 вересня 2012, досягнув величезного успіху у всьому світі, очоливши десятку хітів майже в кожній країні, де був випущений, та встановив рекорд на відкритих продажах пісень не американських авторів. Другий сингл «Little Things», реліз якого відбувся 11 листопада 2012, став другим хітом, що досягнув першого місця у Великій Британії.